# Honor Among Lovers
Pour plus de détails, voir Fiche technique et Distribution.
Honor Among Lovers est un film américain en noir et blanc réalisé par Dorothy Arzner, sorti en 1931.
Intitulé à l’origine Sex in Business, ce film est le remake de Paid in Full (en) (1919).

## Synopsis
Julia Traynor travaille à Wall Street comme secrétaire très efficace de Jerry Stafford, lequel est amoureux d'elle et lui fait des avances qu'elle repousse. Elle décide de se marier avec un ambitieux jeune homme, qui perd en bourse toute sa fortune et celle de son patron, risquant ainsi la prison. Malgré l'aide et l'amour de Julia, il révèle toutes ses faiblesses morales, et sa femme le quitte.

## Fiche technique
- Titre original : Honor Among Lovers
- Réalisation : Dorothy Arzner
- Scénario : Austin Parker et Gertrude Purcell d'après une histoire de Austin Parker
- Société de production : Paramount Pictures
- Musique : Vernon Duke et Johnny Green
- Photographie : George J. Folsey
- Montage : Helene Turner
- Direction artistique : Charles M. Kirk et J. Franklin Whitman
- Costumes : Caroline Putnam
- Distribution : Paramount Pictures
- Pays de production :  États-Unis
- Langue : anglais américain
- Format : noir et blanc — 35 mm — 1,20:1 — son : mono (Western Electric Noiseless Recording)
- Genre : drame psychologique
- Durée : 75 min
- Dates de sortie : 
  - États-Unis : 28 février 1931 à New York
  - États-Unis : 21 mars 1931

## Distribution
- Claudette Colbert : Julia Traynor
- Fredric March : Jerry Stafford
- Monroe Owsley : Philip Craig
- Charles Ruggles : Monty Dunn
- Ginger Rogers : Doris Brown
- Avonne Taylor :  Maybelle Worthington
- Pat O'Brien : Conroy
- Janet McLeary : Margaret Newton
- John Kearney : l'inspecteur
- Ralph Morgan : Riggs
- Jules Epailly :  Louis
- Leonard Carey : Forbes
- Charles Halton : Wilkes
- Grace Kern : invitée
- Winifred Harris : invitée
- Roberta Beatty : Mme Fleming, invitée
- Granville Bates : Clark

Acteurs non crédités
- Robert Barrat : le détective
- Elisha Cook Jr. : le garçon de bureau
- Charles Trowbridge : Cunningham (l'avocat de Craig)